# روبن رينيسسا
روبن رينيسسا (بالفرنسية: Robin Renucci)‏ هو مخرج وممثل فرنسي، ولد في 11 يوليو 1956 في فرنسا.

## أعمال

### أفلام
- (2003) حالمون[6]

## وصلات خارجية
- روبن رينيسسا على موقع IMDb (الإنجليزية)
- روبن رينيسسا على موقع قاعدة بيانات الأفلام العربية
- روبن رينيسسا على موقع ألو سيني (الفرنسية)
- روبن رينيسسا على موقع ميوزك برينز (الإنجليزية)
- روبن رينيسسا على موقع أول موفي (الإنجليزية)
- روبن رينيسسا على موقع قاعدة بيانات الأفلام السويدية (السويدية)
- روبن رينيسسا على موقع قاعدة بيانات الفيلم (الإنجليزية)
- روبن رينيسسا على موقع كينوبويسك (الروسية)